# Günter Jäckel
Günter Jäckel (* 8. September 1926 in Bahra; † 23. Dezember 2011 in Dresden) war ein deutscher Literaturhistoriker, Hochschullehrer und Herausgeber.

## Leben und Wirken
Günter Jäckel wurde 1926 in Bahra (Hirschstein) geboren. Nach Absolvierung der Mittelschule und der Vorstudienanstalt studierte er bis 1952 Germanistik und Anglistik an der Universität Leipzig. Mit der Dissertation Das Bild in der Prosadichtung Gottfried Kellers wurde er im Oktober 1957 zum Dr. phil. promoviert.
Zunächst arbeitete er als Redakteur im Neumann Verlag in Radebeul und anschließend als Dozent an der Fachhochschule für Geodäsie und Vermessungswesen Dresden. Danach war er Lektor an der Pädagogischen Hochschule Potsdam. Von 1965 bis 1990 war er als Oberassistent, das heißt lehrbefugter wissenschaftlicher Mitarbeiter, an der Technischen Universität Dresden beschäftigt. Zwischendurch übte er von 1971 bis 1973 eine Lehrtätigkeit an Hochschulen in Hanoi und Kairo aus. Er unterrichtete ebenso nach seiner Zeit an der TU und führte dabei von 1990 bis 1993 den Titel „außerordentlicher Professor“. Sein Gebiet war die Neuere Deutsche Literatur.
Von 1991 bis 1998 fungierte er als Vorsitzender des Dresdner Geschichtsvereins und von 1974 bis 1999 als Vorsitzender der Dresdner Ortsvereinigung der Goethe-Gesellschaft.
Jäckel schrieb Zeitschriftenartikel über sozialistische Gegenwartsliteratur, verfasste Nachworte, gab – hauptsächlich literaturhistorische – Bücher heraus und schrieb selbst Bücher.
Er starb am 23. Dezember 2011 in Dresden.

## Werke
- Das Bild in der Prosadichtung Gottfried Kellers. Universität Leipzig, Philologische Fakultät, Leipzig 1957.
- (mit Ursula Roisch:) Struktur und Symbol. Schriftsteller von Weltruf in der Analyse. Mitteldeutscher Verlag, Halle (Saale) 1973.
  - Rezension von Christine Träger in: Weimarer Beiträge. Zeitschrift für Literaturwissenschaft, Ästhetik und Kulturtheorie, Heft 1/1975, S. 183–187.
- (mit Ursula Roisch:) Große Form in kleiner Form. Zur sozialistischen Kurzgeschichte. Mitteldeutscher Verlag, Halle (Saale) 1974.
- „Grunderlebnisse“ in poetischer Prägnanz. Tendenzen und Strukturen in der Kurzprosa der DDR-Literatur zwischen 1965 und 1977 (= Germanica Wratislaviensia; 46 = No. 579 d. Gesamtw.). Uniwersytet Wroclaw, 1980.
- Der Parnass einer Residenz. Dresden und seine Poeten. 2., durchgesehene und erweiterte Auflage. Dresdner Verlag VUP, Dresden 2009, ISBN 978-3-9812220-6-7. (1. Auflage aus demselben Jahr mit ISBN 978-3-9812220-3-6.)

## Herausgaben (Auswahl)
- Das Volksbuch vom Till Eulenspiegel (= Reclams Universal-Bibliothek; Nr. 1687–88a). Neu herausgegeben und mit Anmerkungen und einem Nachwort versehen von Günter Jäckel. Verlag Philipp Reclam jun., Leipzig 1955. (Spätere Ausgaben u. d. T.: Ein kurzweilig Lesen von Till Eulenspiegel. Vollständige Textausgabe des Volksbuches von 1515 und 1519 als Reclams Universal-Bibliothek Nr. 1687–89 und Ein kurzweilig Lesen von Till Eulenspiegel, geboren aus dem Land zu Braunschweig. Wie er sein Leben vollbracht hat, 95 seiner Geschichten als Reclams Universal-Bibliothek Nr. 1687–89c.)
- Historia von D. Johann Fausten dem weitbeschreiten Zauberer und Schwarzkünstler. Mit 11 Illustrationen von Max Schwimmer und einem Nachwort von Günter Jäckel. Verlag der Nation, Berlin 1978. (Nachwort S. 125–131.)
- Wo aber Gefahr ist wächst das Rettende auch. Hölderlins Leben in Briefen und Dichtungen. Köhler & Amelang, Leipzig 1960. (Vorwort von Günter Jäckel, S. 7 f.)
- Das Volk – das lacht. Deutsche Schwänke des 15. und 16. Jahrhunderts. Ausgewählt, in heutige Sprachform gebracht, eingeleitet. und erläutert von Günter Jäckel. Rütten & Loening, Berlin 1959. (2. Auflage 1962, 3. Auflage 1966, auch lizenzierte Ausgabe der Wissenschaftlichen Buchgesellschaft, Darmstadt 1959.)
- Christian Reuter: Christian Reuters Werke in einem Band (= Bibliothek deutscher Klassiker). Ausgewählt und eingeleitet von Günter Jäckel. Volksverlag, Weimar 1962. (Einleitung S. 5–31.)
- Frauen der Goethezeit in ihren Briefen. Mit zahlreichen zeitgenössischen Scherenschnitten. Verlag der Nation, Berlin 1966. (Einleitung von Günter Jäckel, S. 5–48. Eine „wesentlich verbesserte und durch einen Anhang erweiterte Auflage“ u. d. T. Das Volk braucht Licht. Frauen zur Zeit des Aufbruchs 1790–1848 in ihren Briefen (= Schriftenreihe Agora; Band 23/24) als Ko-Produktion Verlag der Nation, Berlin, mit Agora-Verlag, Darmstadt / Zürich 1970, ISBN 3-87008-013-2.)
- Kaiser, Gott und Bauer. Die Zeit des Deutschen Bauernkrieges im Spiegel der Literatur. Herausgegeben und eingeleitet von Günter Jäckel. 1. Auflage. Verlag der Nation, Berlin 1975. (2., erweiterte und verbesserte Auflage 1983 u. d. T. Kaiser, Gott und Bauer. Reformation und Deutscher Bauernkrieg im Spiegel der Literatur.)
- Der Freiheitsbaum. Die Französische Revolution in Schilderungen Goethes und Forsters 1792/93. Mit zeitgenössischen Illustrationen. Verlag der Nation, Berlin 1983. (Einleitung von Günter Jäckel, S. 5–39.)
- Theodor Fontane: Wanderungen durch Frankreich. Verlag der Nation, Berlin 1984. (Band 1 mit einer Einleitung „Fontane und der Krieg in Frankreich“ von Günter Jäckel, S. 5–46, Band 2 mit einem Nachwort von Günter Jäckel, S. 371–377. Frühere Auflagen einbändig.)
- Dresden zur Goethezeit. Die Elbestadt von 1760 bis 1815. Verlag der Nation, Berlin 1987, ISBN 3-373-00143-9.
- Dresden zwischen Wiener Kongress und Maiaufstand. Die Elbestadt von 1815 bis 1850. Verlag der Nation, Berlin 1989, ISBN 3-373-00248-6. (Lizenzausgabe Dausien, Hanau 1989 u. d. T. Dresden vom Biedermeier bis zur Revolution 1848/1849. ISBN 3-7684-1937-1.)
- Victor Klemperer. Zwiespältiger denn je. Dresdner Tagebuch 1945, Juni bis Dezember (= Dresdner Hefte. Beiträge zur Kulturgeschichte; Sonderausgabe 1995). Dresdner Geschichtsverein, Dresden 1995, ISBN 3-910055-31-1, ISSN 0863-2138.

## Aufsätze
- Die Kraft der Schwachen und die Freundlichkeit der Welt. Eine Interpretation von Anna Seghers‘ Novelle „Der Führer“. In: Weimarer Beiträge. Zeitschrift für Literaturwissenschaft, Ästhetik und Kulturtheorie, Heft 4/1974, S. 68–77.
- Schuld und Freiheit im „deutschen Bildungsroman“. Hermann Kant „Der Aufenthalt“. In: Studia Germanica Posnaniensia, Band VIII: Zur Literatur der Deutschen Demokratischen Republik. Uniwersytet Im. Adama Mickiewicza W Poznaniu, Posen 1979, S. 45–58.
- Die Unruh, die mich wachhält. In: Sinn und Form, Heft 5/1981, S. 1131–1138 (Sammelrezension).
- Deutsch-Polnische Beziehungen in der Kurzprosa der DDR-Literatur zwischen 1964 und 1978. In: Seria Filologia germanska, Nr. 24/1982, Uniwersytet Im. Adama Mickiewicza W Poznaniu, Posen 1982, S. 45–56.
- Warum Schiller nicht in Dresden bleiben wollte. In: Mittwochsfenster. Schriften der Goethe-Gesellschaft Dresden und des Kügelgenhauses. Band 2 [Schiller-Studien], 2011, ISBN 978-3-939431-03-9, S. 9–28.

## Nachworte (Auswahl)
- Gottfried Keller: Züricher Novellen. Nachwort von Günter Jäckel. Illustrationen von Renate Göritz. Verlag der Nation, Berlin 1966.
- Gottfried Keller: Der Landvogt von Greifensee. Novelle (= Roman für alle; 253). Verlag der Nation, Berlin 1985.